# Софроний (Сахаров)
Архимандри́т Софро́ний (в миру Серге́й Семёнович Са́харов; 22 сентября 1896, Москва, Российская империя — 11 июля 1993, Толешант Найтс, Молдон, Эссекс, Англия) — священнослужитель Константинопольской православной церкви, схиархимандрит, ученик и биограф Силуана Афонского; основатель ставропигиального монастыря Святого Иоанна Предтечи в селении Молдон (графство Эссекс, Англия).
27 ноября 2019 года Константинопольской православной церковью канонизирован в лике преподобных.

## Биография
Родился 22 сентября 1896 года в Москве в православной семье мещанина Бронной слободы. Среднее образование получил в Москве.
Участник Первой мировой войны (инженерные войска, обер-офицер). Занимался живописью и в 1918 году поступил в Училище живописи, ваяния и зодчества в Москве (в дальнейшем ставшее частью ВХУТЕМАС), где учился до 1922 года. В 1918 году в Москве дважды арестовывался органами ВЧК.
В 1922 году эмигрировал из России и несколько месяцев провёл в Италии и Берлине, затем переехал в Париж, где работал художником и выставлял свои картины в парижских салонах. В 1924 году на Пасху у него было видение Нетварного Света, в связи с чем он решил посвятить свою жизнь Богу.
В 1925 году он поступил на подготовительные курсы в Свято-Сергиевский богословский институт в Париже, но вскоре уехал сначала в Югославию, а оттуда — на Афон, где 8 декабря 1925 года был принят в Пантелеимонов монастырь и 18 марта 1927 года пострижен в монашество с именем Софроний.

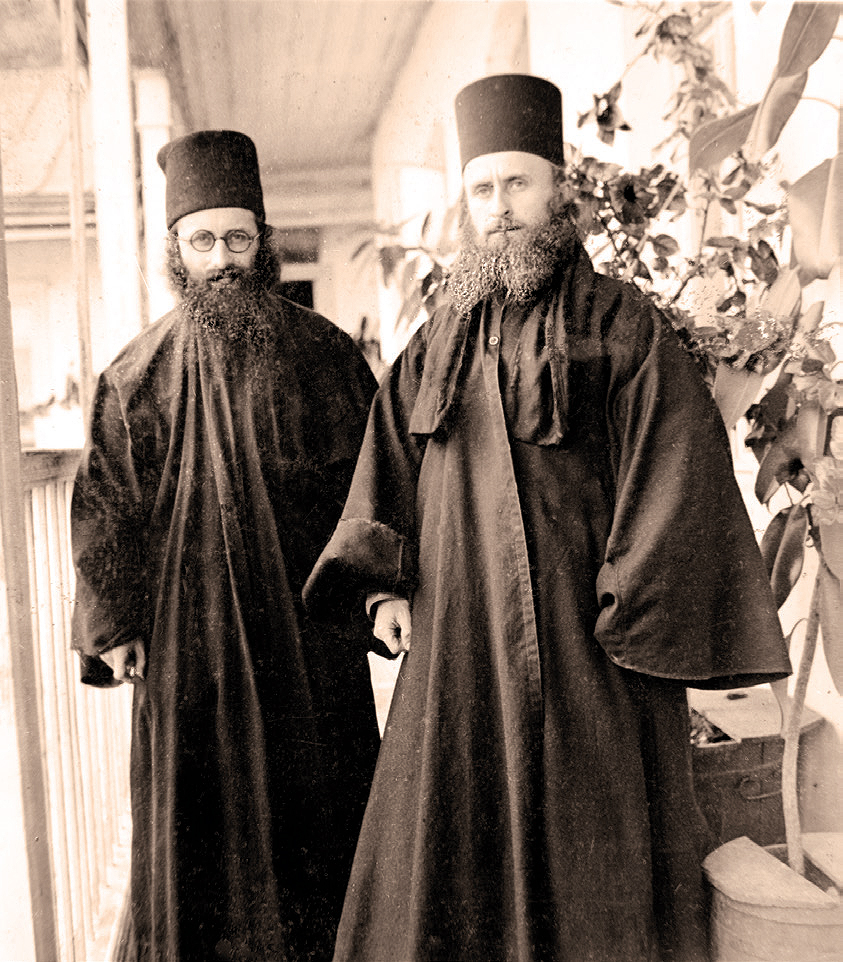
Монах Василий (Кривошеин) и иеродиакон Софроний (Сахаров), 1933 год

В 1930 году познакомился со старцем Силуаном Афонским, который стал его духовным руководителем.
13 мая 1930 года монах Софроний был рукоположён во иеродиакона сербским епископом Жичским Николаем (Велимировичем).
В 1935 году тяжело заболел, но, несмотря на то, что был на грани смерти, выжил и 1 декабря 1935 года был пострижен в схиму.
В 1938 году скончался духовный наставник иеродиакона Софрония — старец Силуан, в связи с чем иеродиакон Софроний ушёл в «пустыню»: сначала в Карульский, а затем в некоторые другие афонские скиты.
В 1941 году он был рукоположён во иеромонаха и с 15 февраля 1942 года стал духовником монастыря Святого Павла на Афоне. С 1943 по 1947 годы — член братии Троицкой кельи в Новом Скиту. Когда в  1941 году германские войска вторглись в Грецию и оккупировали Афон, Священный Кинот Афона направил германскому руководству и лично Гитлеру письмо с просьбой сохранить монастыри от разрушения. Вскоре на Афон прибыла группа немецких офицеров. Поскольку Софроний хорошо знал немецкий язык, его попросили сопровождать их. Позднее в связи с этим его обвиняли в сотрудничестве с оккупантами.
После войны иеромонах Софроний вместе с группой других русских монахов по политическим соображениям был выслан с Афона и в 1947 году приехал во Францию, где поступил на четвёртый курс Свято-Сергиевского богословского института. Ввиду перехода в клир Западноевропейского экзархата Московского патриархата был исключён из института и начал служить помощником настоятеля Никольской церкви при Русском старческом доме в Сент-Женевьев-де-Буа.
В 1948 году опубликовал первое ронеотипное ручное издание книги «Старец Силуан», а в 1952 году в Париже вышло первое типографское издание этого труда о Силуане Афонском (через несколько лет было публиковано первое издание этой книги на английском языке).
25 апреля 1954 года был возведён в сан архимандрита, а в 1956 году во Франции, на ферме Колара (близ Сент-Женевьев-де-Буа), им была учреждена монашеская община, но основать полноценный монастырь во Франции у него не получилось.
4 марта 1959 года он переехал в Великобританию, где основал монастырь Святого Иоанна Предтечи в графстве Эссекс в юрисдикции Константинопольской православной церкви. С 1959 по 1974 год был его первым настоятелем. По словам иеромонаха Петра (Прутяну), 

Он осуществил, пожалуй, наиболее радикальную литургическую реформу XX века. В своем монастыре в Англии, где подвизаются монахи и монахини разных национальностей, он заменил утреню, вечерню и часы Иисусовой молитвой, которая совершается примерно по два часа утром и по два часа вечером. Хотя на первых порах эта «революция» казалась странной и даже скандальной, вскоре критика поутихла, а ещё спустя какое-то время эту практику стали перенимать и в других общинах.

1 сентября 1974 года отошёл от настоятельства и стал духовником обители.
В письме от 27 апреля 1991 года так описывал своё состояние: «Я сам болею злокачественным раком. Просто не знаю, когда я умру. Сил у меня совсем мало. Дни и ночи проходят в борьбе с болями. Я почти всё время провожу в постели или в удобном кресле. Давно не служу Литургию. Не владею моими ногами. Не хожу один. Не могу поворачиваться у Престола и тому подобное, естественное моему возрасту. <…> Мне всё стало через силу».
Скончался 11 июля 1993 года в монастыре Святого Иоанна Предтечи в Эссексе.
27 ноября 2019 года Константинопольской православной церковью причислен к лику святых как преподобный Софроний Афонский.

## Изречения
- Когда мы в благом ужасе от видения святости Бога и в то же время в отчаянии от нашего крайнего недостоинства такого Бога, то молитва становится могучим порывом духа, разрывающим тесное кольцо тяжелой материи.
- «Блаженны мы, Израиль, что мы знаем, что благоугодно Богу. Дерзай, народ мой …» (Варух 4:4-5). А мы, христиане, одаряемся Богом в безмерно большей степени, чем все пророки и праведники до пришествия Иисуса на Землю. Когда осознаем сие, то в благодарности восклицаем: "Блаженны мы, Новый Израиль, освященный род христиан, ибо Сам Господь благоволит соединяться с нами настолько, что и Он, и мы — становимся «едино», (ср. Ин. 17:21-23).
- Мы малодушествуем, но Христос говорит нам: «Дерзайте: Я победил мир». Если Он победил «мир» (по гречески «космос»), то это значит, что Он и как человек стал превысшим твари, надмирным. И всякий, верующий в Него, побеждающий в подвиге покаяния действующий в нас «закон греха» (ср. Рим. 7,23), становится, подобно Христу, надмирным (сверх-космическим).
- Гордость, как явная или скрытая тенденция к самообожению — извратила сердца людей; едва мы увидим в себе некоторые признаки духовного восхождения, как этот змий подымает свою голову и тем омрачает ум, пресекает видение, удаляет от Бога.
- Нет и не может быть таких внешних условий, при которых пребывание в заповедях Божиих становится абсолютно невозможным.
- Бытие всякого разумного тварного существа движется меж двух пределов: один — любовь к Богу до ненависти к себе, другой — любовь к себе до ненависти к Богу.